# الجير (رأس الخيمة)
الجير هي منطقه تابعه لشعم و مستوطنة تقع في شمال رأس الخيمة، في دولة الإمارات العربية المتحدة. كانت الجير في السابق قرية هادئة، وقد أصبحت اليوم ميناءً رئيسيًا ومرسى وطريقًا مزدحمًا بين دولة الإمارات العربية المتحدة ومحافظة مسندم العمانية.

## ميناء الجير
يعمل ميناء الجير كميناء تجاري وكنادي لليخوت ومرسى. يقع نادي باراستي للإبحار في الميناء وهو معتمد من قبل الجمعية الملكية لليخوت. والنادي مرخص بالكامل وتشمل المرافق الترفيهية مركزًا تعليميًا خارجيًا يمكنه استيعاب أكثر من 100 شخص، بما في ذلك المبيت. الميناء التجاري متخصص لشحن المواشي ويحتوي على مرافق للحجر الصحي.

## كهف
سلطت سلسلة من القصص في الصحف المحلية الضوء على وجود كهف مسكون بالقرب من الجير، يسمى بكهف بن جيموه أو مغارة الجير، والذي تسبب بمغادرة حوالي 50 أسرة محلية منازلهم خوفًا. ومن المثير للاهتمام أن أي شخص يدخل الكهف "سينتهي به الأمر في عمان".

## المؤسس
مؤسس منطقة الجير التي تقع في شمال رأس الخيمه ، واللتي تجاور حدود سلطنة عمان هو الوالد علي البحار (رحمه الله) هذا ما تذكرة اهالي منطقة الجير ولكن لم يكتب فالكتب ولم يذكر بالتاريخ هذا والله اعلم.